# Касапско
Касапско (болг. Касапско) — село в Болгарии. Находится в Смолянской области, входит в общину Мадан. Население составляет 23 человека.

## Политическая ситуация
Касапско подчиняется непосредственно общине и не имеет своего кмета.
Кмет (мэр) общины Мадан — Атанас Александров Иванов (Болгарская социалистическая партия (БСП))по результатам выборов в правление общины.